# Torre de radio y televisión de Espoo
El mástil de FM y TV Helsinki-Espoo es una torre de comunicaciones situada en una colina Harmaakallio, cerca de Latokaski, Espoo, Helsinki. Actualmente, su altura es de 326 metros (1070 pies).
En un primer momento, cuando el mástil fue construido en el año 1971, su altura era de 303 metros. Con motivo de una ampliación se incrementó hasta los 326 metros en 1988, altura que mantiene en la actualidad. Esta estructura es a día de hoy la tercera de más altura en Finlandia, después de las de Tiirismaa (Hollola), y Haapavesi. La torre de radio de Kiiminki tiene la misma altura.

## Controversia con la R.S.S. de Estonia
El mástil de FM y TV Helsinki-Espoo, en origen, utilizaba tecnología norteamericana, y de forma no intencionada, difundía las tranmisiones de la radiotelevisión finlandesa en una zona de cobertura que podían ser fácilmente recibidas por los espectadores del norte de Estonia. Esto era motivo de recelo y sospechas en la República Socialista Soviética de Estonia, y más concretamente del Partido Comunista de Estonia, el cual denunciaba que era una maniobra norteamericana, con un claro interés en que las señales de la TV finlandesa pudieran ser recibidas en Estonia con relativa facilidad, y que probablemente los Estados Unidos de América estuvieran detrás de este asunto, probablemente financiando la infraestructura de Espoo.
Sin embargo, Sakari Kiuru, que trabajó como CEO para YLE durante los años 1980-1989, declaró en YLE TV News en febrero de 2011, que este transmisor no usaba excesiva potencia, y que no había ningún tipo de intenciones por parte de Estados Unidos en este tema: "Se encontraba localizado cerca de la costa no por que hubiera interés en que sus señales llegaran a Estonia, si no simplemente porque la ubicación era la más conveniente por su cota de altura si se quería que esas emisiones alcanzasen el interior del país. Sobre el tema de la financiación norteamericana... la torre de comunicaciones se financia con los presupuestos del ente público".
Yrjö Länsipuro, que trabajó como corresponsal de YLE en Moscú entre los años 1978-1981, dijo en la misma emisión, el día 24.02.2011, que recordaba que la Unión Soviética trató de presionar en repetidas ocasiones a YLE en relación con la torre de Espoo, pero que los finlandeses sencillamente respondían "Esta tecnología es así, y no podemos hacer otra cosa".
Además de series de televisión estadounidenses como Dallas o Dinastía, y anuncios comerciales finlandeses, las autoridades soviéticas se mostraban molestas de que el Festival de Eurovisión se pudiera ver en Estonia. En un documental de 2011 sobre el concurso de la canción, un comentarista anónimo de Estonia, dijo: "El club de fans de Eurovisión en Estonia siempre fue secreto, ya que Estonia, en aquélla época, nunca fue miembro de la red de Eurovisión, y la Unión Soviética no quería comprar los derechos para todos; es por ello que los espectadores estonios veían el festival en la televisión finlandesa. Casi podría considerarse como un símbolo de resistencia frente al régimen soviético, ya que esto era como una ventana a Occidente. Había agrupaciones de eurofans, cosa que era vista como algo ilícito.".

## Transmisiones desde el mástil de Helsinki-Espoo en frecuencia modulada
Frecuencias de emisión empleadas a fecha 01.06.1974, programas y potencias.
| Programa                | Frecuencia | Potencia  |
| ----------------------- | ---------- | --------- |
| Yleisradio Helsinki I   | 94.00 MHz  | 60.000 W. |
| Yleisradio Helsinki II  | 91.90 MHz  | 60.000 W. |
| Yleisradio Helsinki III | 98.80 MHz  | 60.000 W. |

Esquema de transmisiones a fecha 01.06.1982, que se detalla a continuación.
| Frecuencia | Modo    | Programa            | Programa                 | Potencia  | Polarización |
| ---------- | ------- | ------------------- | ------------------------ | --------- | ------------ |
| 90.30 MHz  | mono    | Yleisradio Helsinki | Programa local           | 10.000 W. | Direccional  |
| 91.90 MHz  | estéreo | Ylen aikainen       | Segundo programa         | 60.000 W. | Vertical     |
| 94.00 MHz  | estéreo | Yleisohjelman       | Programa general         | 60.000 W. | Vertical     |
| 97.50 MHz  | mono    | Yleisradio Helsinki | Programa local           | 10.000 W. | Direccional  |
| 98.80 MHz  | estéreo | Riksradio           | Programa en lengua sueca | 60.000 W. | Vertical     |

A fecha de 24.06.2011, se emiten desde el mástil de Espoo los siguientes programas.
| Frecuencia | Programa         | Potencia  |
| ---------- | ---------------- | --------- |
| 87.90 MHz  | YLE Radio 1      | 60.000 W. |
| 91.90 MHz  | YLEX             | 60.000 W. |
| 92.50 MHz  | Radio Aalto      | - -       |
| 94.00 MHz  | YLE Radio Suomi  | 60.000 W. |
| 96.20 MHz  | Iskelmä Helsinki | 3.000 W.  |
| 97.50 MHz  | YLE Mondo        | 5.000 W.  |
| 98.90 MHz  | YLE Radio Extrem | 60.000 W. |
| 99.40 MHz  | Radio City       | 500 W.    |
| 101.10 MHz | YLE Radio Vega   | 60.000 W. |
| 103.70 MHz | YLE Radio Puhe   | 60.000 W. |
| 106.20 MHz | Radio Nova       | 60.000 W. |